# Anthene lochias
Anthene lochias är en fjärilsart som beskrevs av William Chapman Hewitson 1878. Anthene lochias ingår i släktet Anthene och familjen juvelvingar. Inga underarter finns listade i Catalogue of Life.